# Ludwig Des Coudres

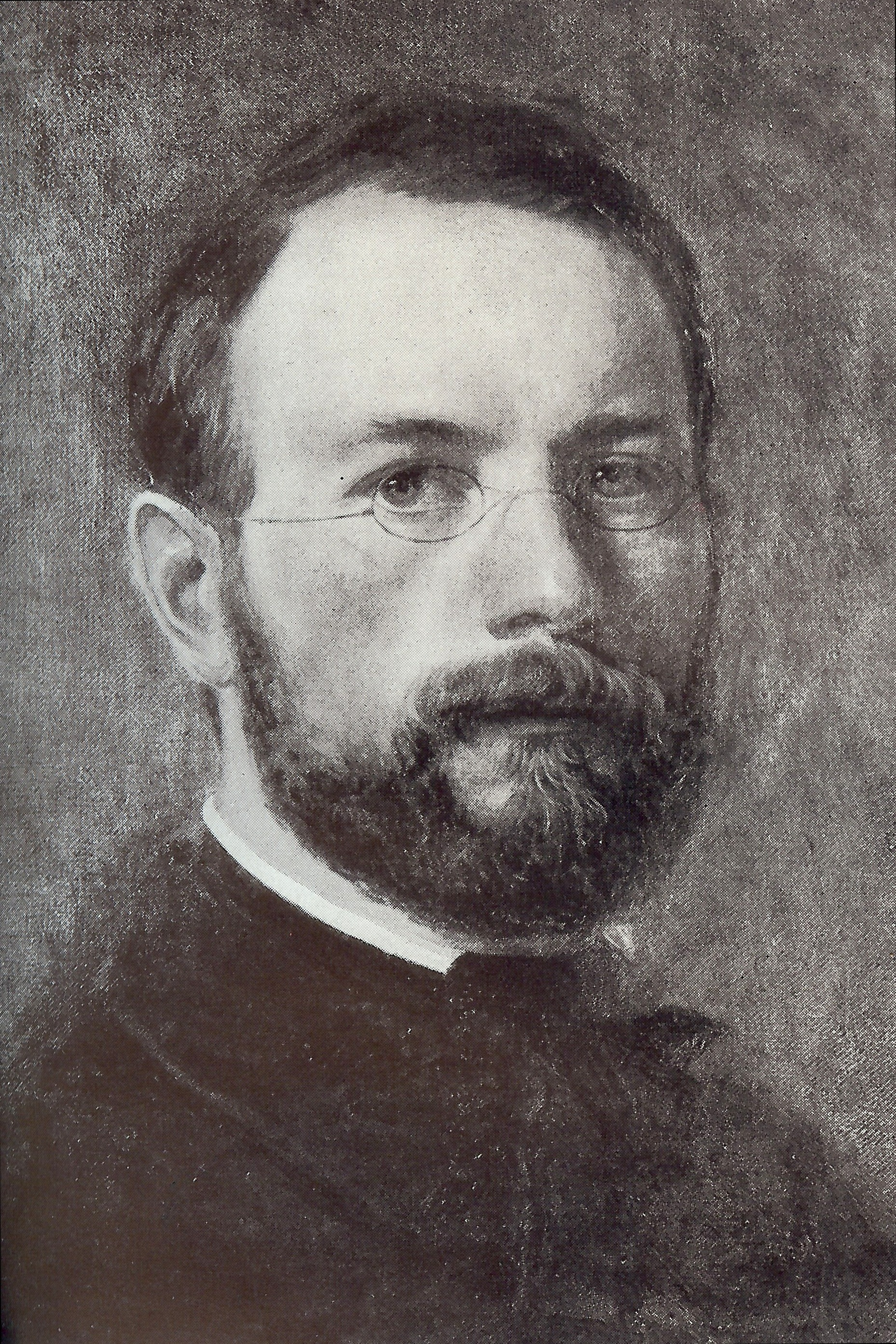
Ludwig Des Coudres um 1854

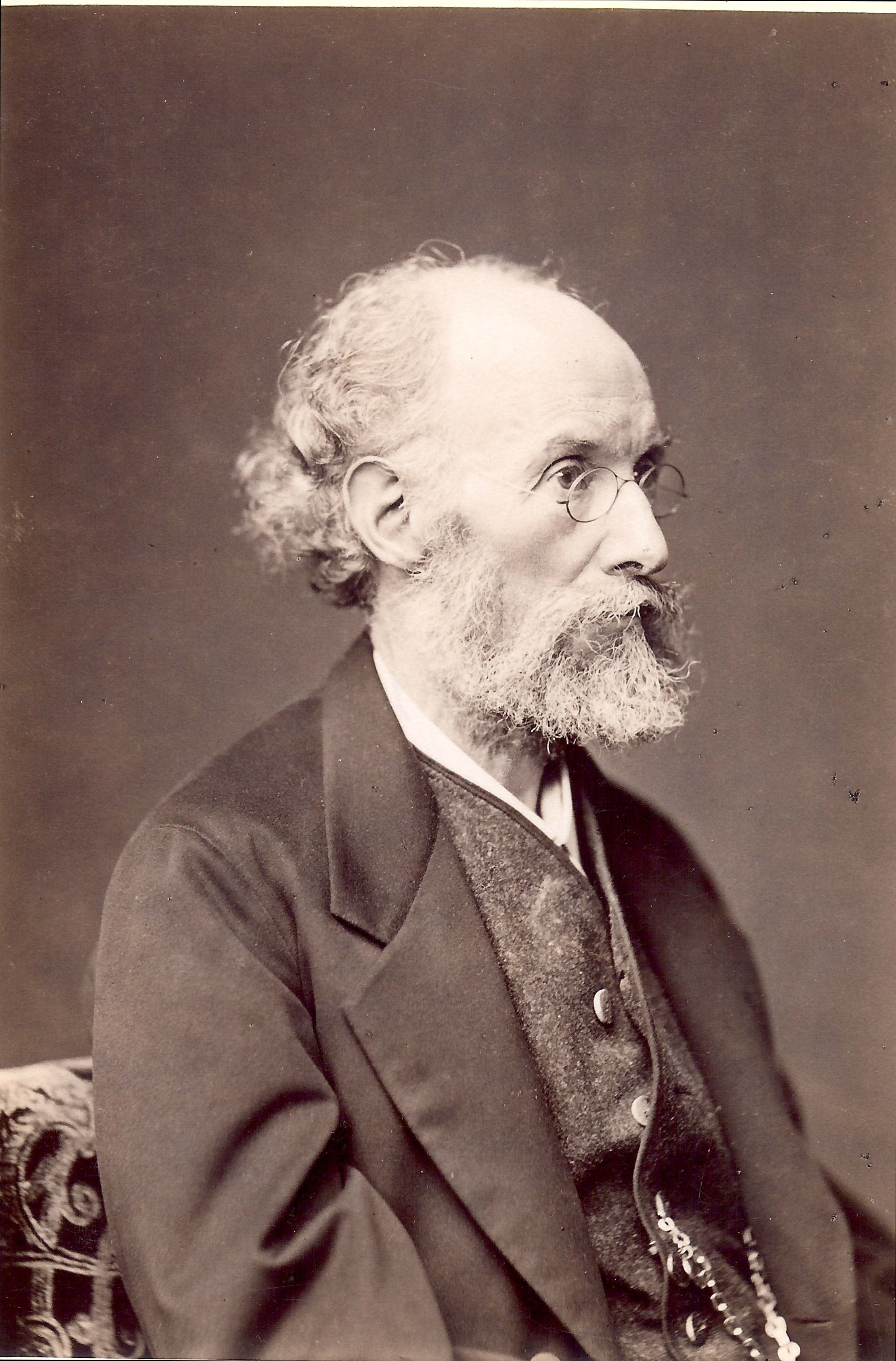
Ludwig Des Coudres um 1876

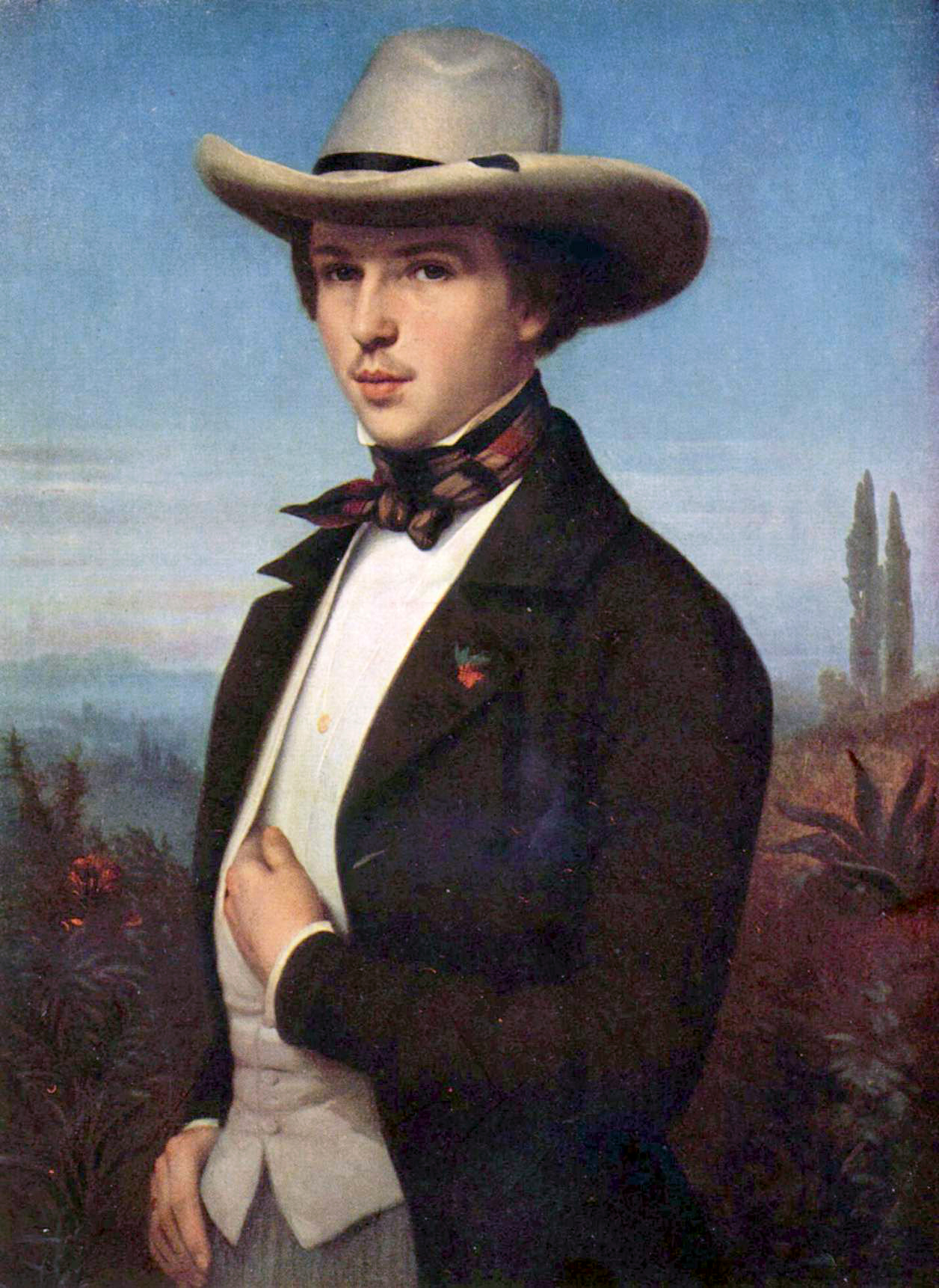
Ludwig Des Coudres: Oswald Achenbach

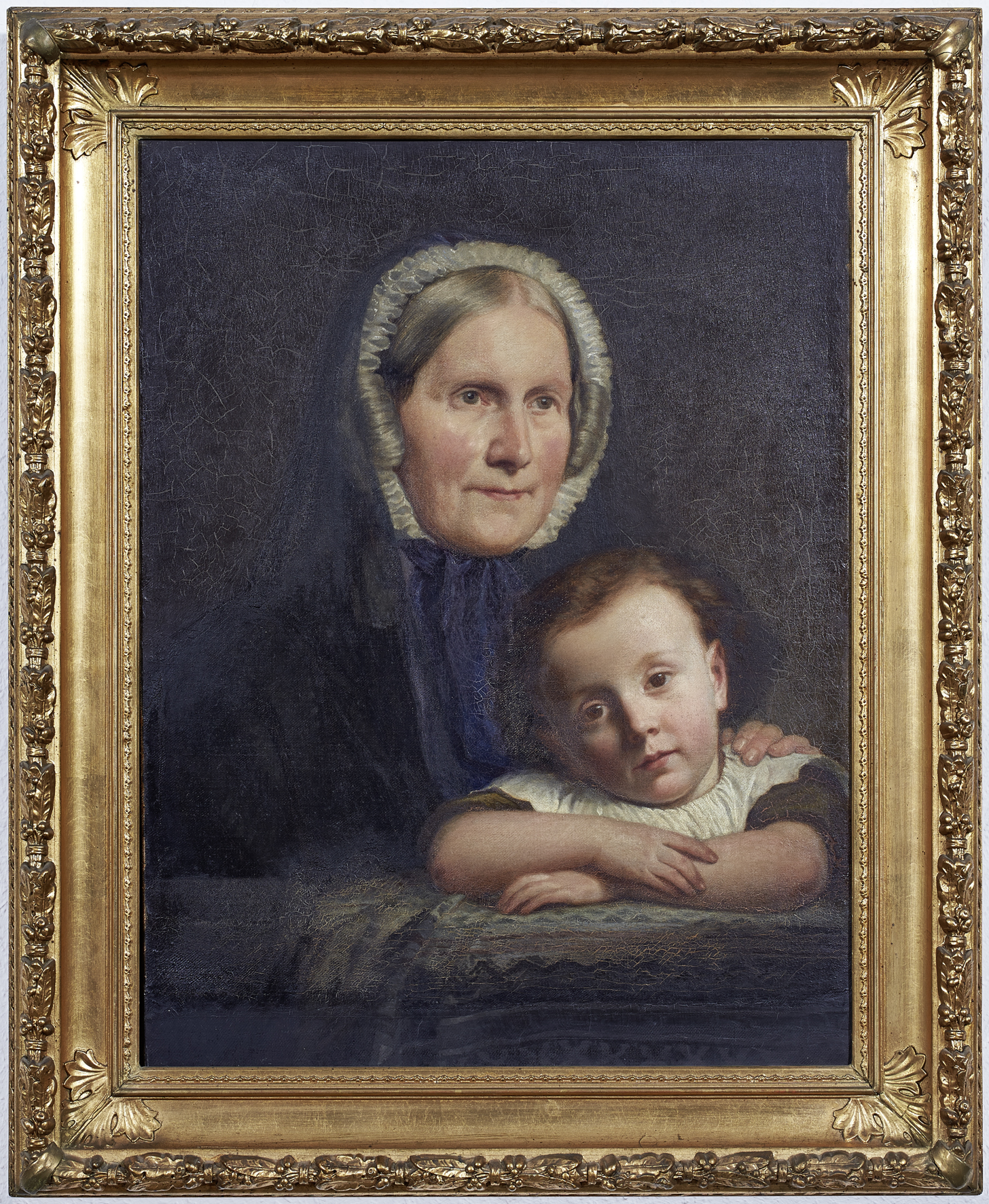
Ludwig Des Coudres: Bildnis seiner Mutter Jeanette Riviére mit Sohn Adolf, 1865

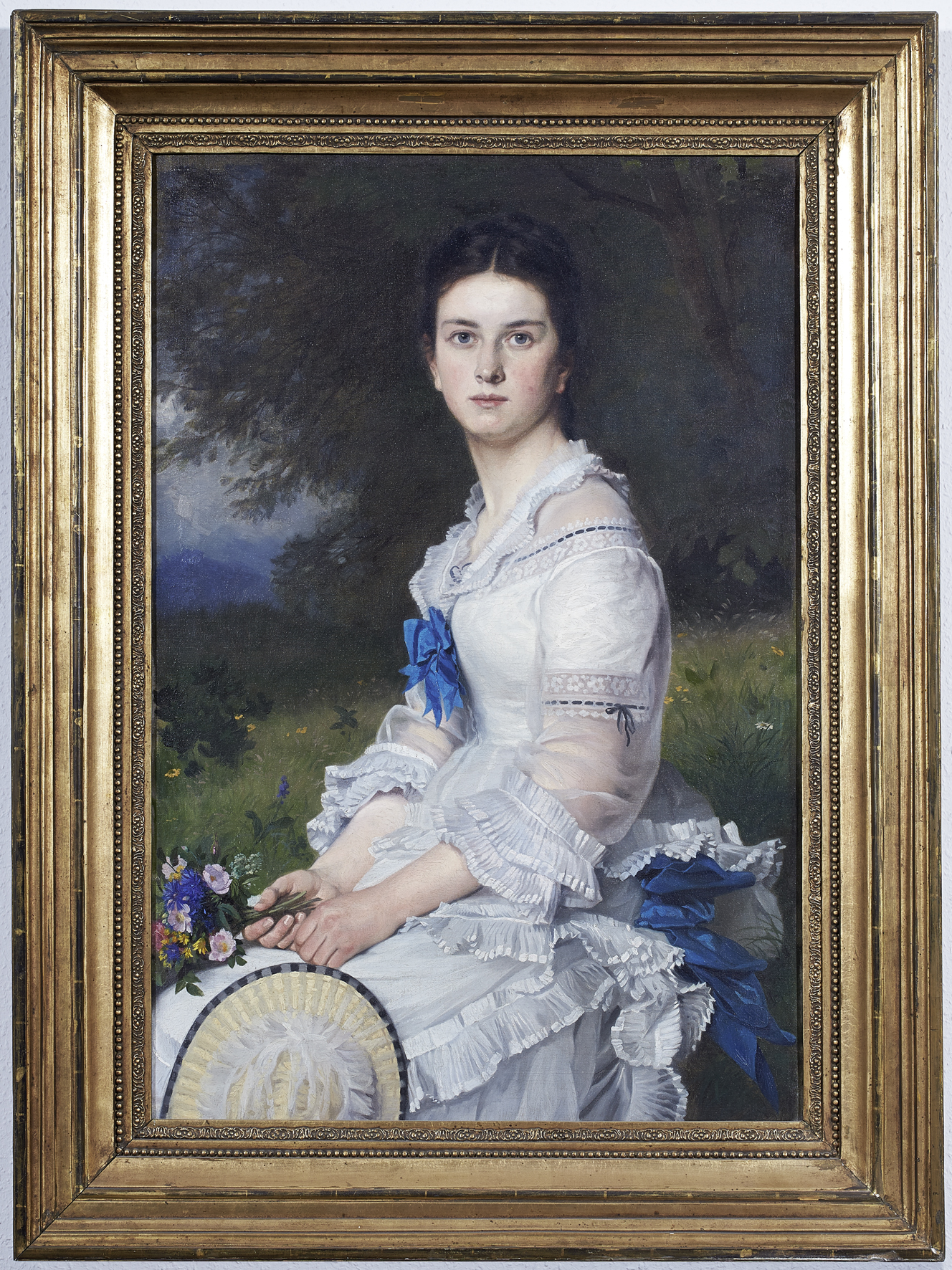
Ludwig Des Coudres: Bildnis der Tochter Luise, 1877

Ludwig Des Coudres, auch Louis Des Coudres (* 10. Mai 1820 in Kassel; † 23. Dezember 1878 in Karlsruhe) war ein deutscher Historien- und Porträtmaler. Ludwig „Louis“ Des Coudres war Professor und Lehrer der Antiken- und Malklasse sowie zeitweilig geschäftsführender Leiter der Karlsruher Akademie der bildenden Künste. Sein Sohn war der Landschaftsmaler Adolf Des Coudres.

## Leben
Ludwig Des Coudres wurde am 10. Mai 1820 in Kassel geboren. Sein Vater Johann Des Coudres führte in der dritten Generation eine Posamentenfabrik in der Oberen Königstraße. Als Ludwig zwei Jahre alt war, starb der Vater. Die Kasseler Natur und Kunstschätze sowie die Familienbeziehungen zum Hause des Kasseler Akademiedirektors Ludwig Hummel regten Ludwig zum Zeichnen und Malen an.
1836 begann er ein Studium der Architektur an der neugegründeten polytechnischen Schule. Im folgenden Jahr erlaubte ihm die Mutter den Wechsel auf die Akademie der Bildenden Künste in Kassel. Dort war Ludwig Emil Grimm, Bruder von Jacob und Wilhelm Grimm, sein Lehrer im Zeichnen und Komponieren. Um sich vom Nazarenergeist der Akademie frei zu machen, verließ Des Coudres mit seinen Freunden Friedrich Gunkel (1819–1876) und Gustav Kaupert (1819–1897) nach kurzer Zeit die Akademie. Die drei mieteten ein gemeinsames Atelier und bildeten sich an den Meistern der Kasseler Gemäldegalerie weiter. 1839 setzte Des Coudres seine Studien an der Akademie in München bei Julius Schnorr von Carolsfeld fort. Nach seiner Rückkehr nach Kassel im folgenden Jahr versuchte er sich an Historienbildern. Im Jahr 1843 zog Des Coudres für zwei Jahre nach Rom, wo er im Kreise von hessischen Landsleuten lebte (August Bromeis, Johann Werner Henschel, Johann Martin von Rohden). Unzufrieden und zweifelnd kehrte er 1845 nach Kassel zurück, wo er im selben Jahr den Maler Johann Wilhelm Schirmer kennenlernte.
Schirmer empfahl ihm, bei Carl Ferdinand Sohn und Wilhelm von Schadow an der Kunstakademie Düsseldorf zu studieren. Dort wandte er sich der Porträtmalerei zu. Von 1846 bis 1847/1848 nahm er Privatunterricht bei Sohn, in den Jahren 1852/1853 besuchte er eine Klasse von Schadow an der Düsseldorfer Akademie. Neben den beiden Brüdern Oswald und Andreas Achenbach zählte der norwegische Landschaftsmaler Hans Fredrik Gude zu seinen engen Freunden. In Düsseldorf gehörte Ludwig Des Coudres zu den Begründern des Künstlervereins Malkasten und des ersten Künstlerunterstützungsvereins.
Auf Vorschlag Schirmers, der 1854 durch den Prinzregenten und späteren Großherzog Friedrich I. von Baden zum ersten Direktor der neu gegründeten Karlsruher Kunstschule berufen worden war, ging Ludwig Des Coudres im Sommer 1855 als Professor und Lehrer der Antiken- und Malklasse an die Karlsruher Kunstschule. Gemeinsam mit Schirmer arbeitete er am Aufbau der neuen Akademie. Mit seinem didaktischen Talent wurde der Lehrerberuf in Karlsruhe seine eigentliche Berufung. Zu seinen bekanntesten Schülern zählten u. a. die badischen Maler Hans Thoma und Rudolf Epp.
1858 heiratete Ludwig Des Coudres in Karlsruhe Elise von Reck, Tochter eines badischen Obersten. Aus der Ehe gingen die Kinder Luise (1859–1915) und der spätere Landschaftsmaler Adolf Des Coudres (1862–1924) hervor.
In Karlsruhe widmete sich Des Coudres der Portraitmalerei, aber auch religiösen Historienbildern. Von großer Bedeutung wurde seine vom Hauptvorstand der deutschen Kunstgenossenschaft in Weimar 1864 herausgegebene Denkschrift zum Gesetz über den Schutz des Urheberrechtes an Werken der Literatur und Kunst. Nach dem Tode Schirmers 1863 übernahm Des Coudres die geschäftsführende Leitung der Karlsruher Akademie der bildenden Künste. Ein Sturz auf dem Eis im Jahr 1864 führte jedoch zu schwerem Siechtum, von dem er sich bis zu seinem Tode am 23. Dezember 1878 nicht wieder erholte.

## Werk
Strenge der Form und Genauigkeit der Zeichnung verbinden sich in den Werken Ludwig Des Coudres’ mit gepflegter, vornehmer Malerei zu eigentümlich verhaltener Wirkung. Des Coudres war kein Bahnbrecher der neuen Farbenkunst, des genialisch Malerischen. Die harte Schule der Münchener Nazarener wirkte in seinem Werk immer nach. Das Jahrzehnt in Düsseldorf gab ihm das Verständnis für reine geschmackvolle Behandlung der Farbe. Dass sich diese scheinbar widerstrebenden Elemente fruchtbar verbinden ließen, beweist die Kunst seines bedeutendsten Schülers Hans Thoma, der offenbar Des Coudres weit mehr verdankt als bisher angenommen wurde.
Neben Des Coudres’ Porträt seines Düsseldorfer Malerfreundes Oswald Achenbach von 1847, muss das Bildnis seiner 18-jährigen Tochter Luise Des Coudres aus dem Jahre 1877 als Meisterwerk angesehen werden. In dem Porträt findet sich keine Sentimentalität mehr, sondern vielmehr gesteigertes Erleben der Individualität. Es besticht durch eine enge natürlich-atmosphärische Beziehung zwischen umgebender Natur und der Dargestellten. Dies wird neben der ausschnitthaften Komposition mit den schmalen, rahmenden Partien durch die lockere, freie, impressionistische Malweise erzielt. Hier manifestiert sich die Inspiration eines Gustave Courbet, eines Édouard Manet und der beginnenden Plein-Air-Malerei.

## Werke (Auswahl)
- Porträt Oswald Achenbach 1847
- Francesca da Rimini 1850
- Büßende Magdalena 1852
- Porträt Johann Wilhelm Schirmer 1854
- Beweinung Christi 1855
- Selbstporträt 1855
- Anbetung der Hirten 1857
- Grablegung Christi 1860
- Bildnis seiner Mutter Jeanette Riviére mit Sohn Adolf 1865
- Bildnis der Tochter Luise 1877

## Schriften
- Beiträge in: Düsseldorfer Künstler-Album. Band 1–4. Arnz & Comp., Düsseldorf 1851–1854.
- Denkschrift betreffend die Beurteilung einiger Stellen des Entwurfs eines für sämtliche Bundesstaaten gemeinsamen Gesetzes zum Schutze des Urheberrechtes an Werken der Literatur und Kunst gegen Nachdruck, sowie gegen unbefugte Nachbildung und Aufführung. Weimar 1864
- Aus meinem Leben (1867). In: Kunst in Hessen und am Mittelrhein. 18/19, 1979, S. 69–85.